# Acipenser sinensis
Acipenser sinensis, ook bekend onder de naam Chinese steur, is een  straalvinnige vissensoort uit de familie van steuren (Acipenseridae). De soort heeft het meest zuidelijke verspreidingsgebied van de Acipenseriformes. Het kwam van oorsprong voor in oost China, het zuidwesten van het Koreaans Schiereiland en in het westen van het zuid Japanse eiland Kyushu. In China werd deze soort van oudsher aangetroffen in de Gele Rivier de Yangtze, de Parelrivier en de rivieren Mingjiang en Qingtang. Door overbevissing en habitatverlies is het in al deze rivieren, behalve de Yangtze, uitgeroeid. In de Yangtze komt A. sinensis alleen nog voor in de midden- en onderloop. Door de bouw van de Drieklovendam is de bovenloop afgesneden van het oorspronkelijk verspreidingsgebied. In de bovenloop wordt de soort dan ook als uitgestorven beschouwd. Op zee wordt de soort nog aan getroffen in de bij de kusten van de Gele- en de Oost-Chinese Zee.
De soort staat op de Rode Lijst van de IUCN als Kritiek, beoordelingsjaar 2022. De omvang van de populatie is volgens de IUCN dalend. Het wordt strikt beschermd door de Chinese overheid en een "nationale schat" genoemd, net zoals de bekende reuzenpanda. China heeft verschillende instandhoudingsprogramma's, waaronder reservaten die specifiek op deze soort zijn gericht en het uitzetten van jonge dieren in de Yangtze.

## Beschrijving
Volwassen exemplaren van A. sinensis kunnen in de lengte variëren van 2 tot 5 m met een gewicht tussen de 200 en 500 kg. Ze behoren hiermee tot de grootste steuren van de wereld. Net als de meeste andere steuren is ook A. sinensis anadroom, dat wil zeggen dat de soort opgroeit in het zoete water van de rivieren om vervolgens te migreren naar de zee om hier in het (zoute) kustgebied volwassen te worden. In de paaitijd trekken de volwassen exemplaren de rivier weer op om zich hier voort te planten. De steur kan drie of vier keer tijdens zijn leven paaien. Een vrouwelijke steur kan hierbij meer dan een miljoen eieren leggen. Het overlevingspercentage wordt geschat op minder dan 1%.

## Afbeeldingen

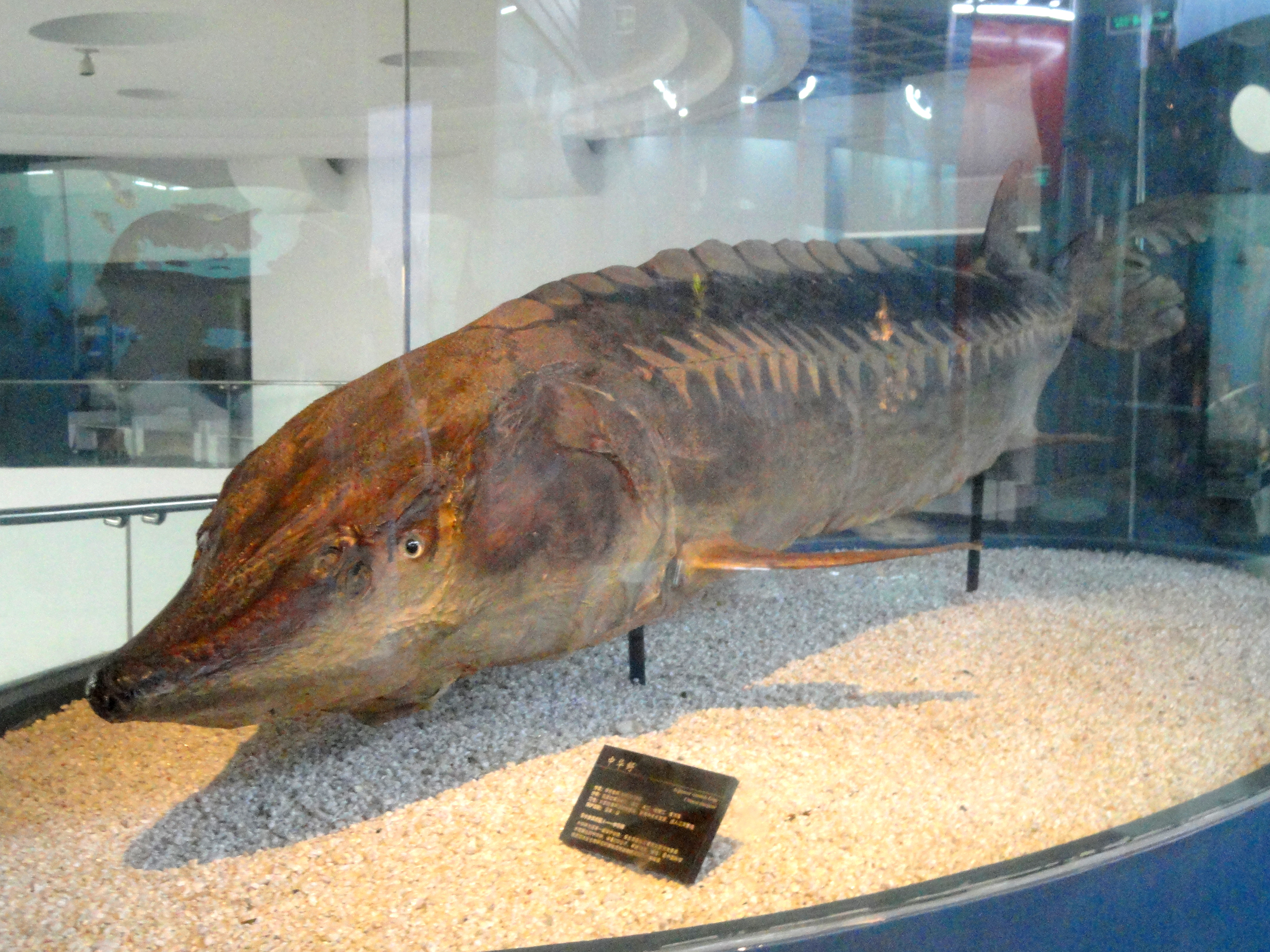
A. sinensis in het Kunming Natural History Museum of Zoology
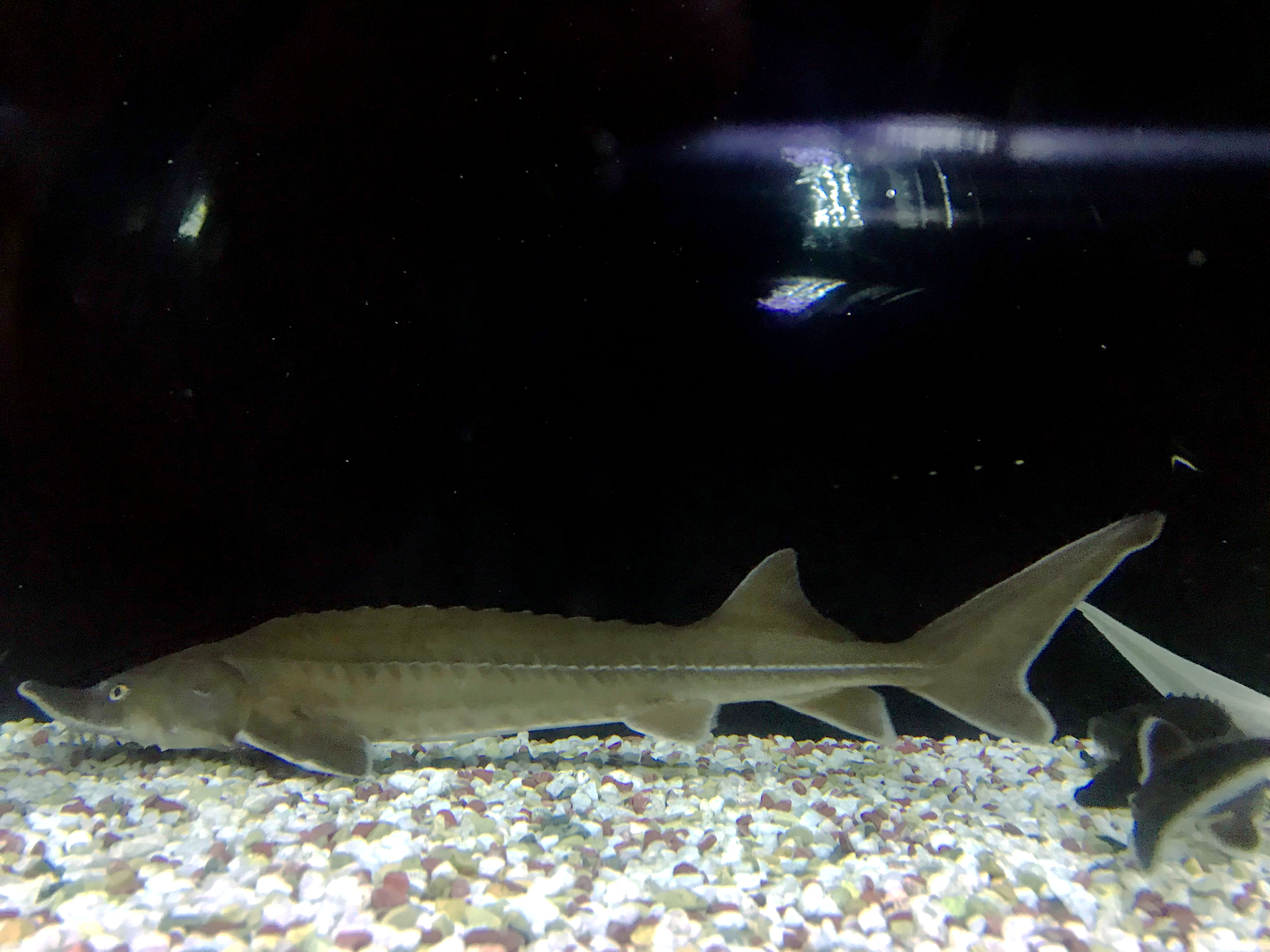
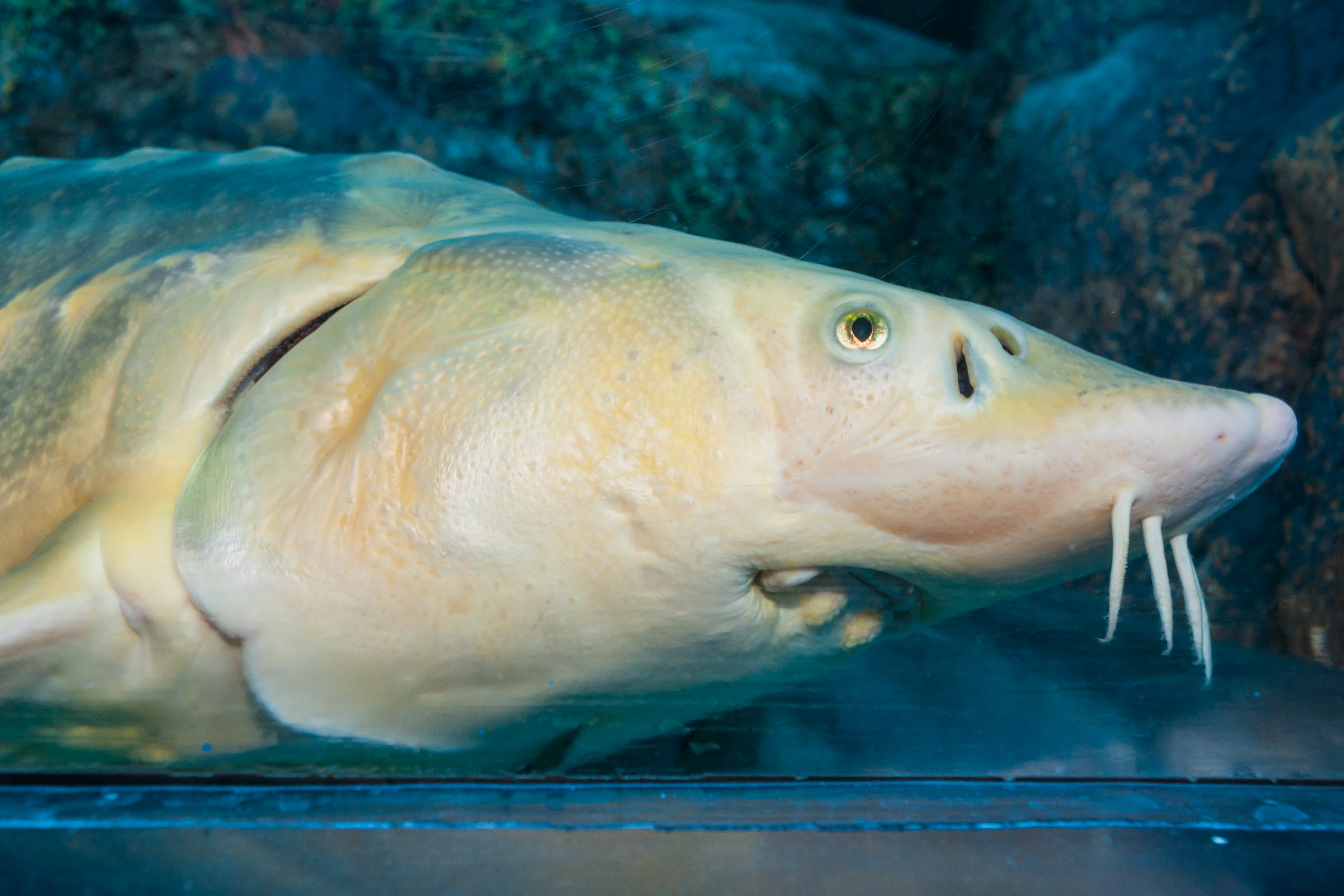
A. sinensis in het  Dalian Laohutan Ocean Park
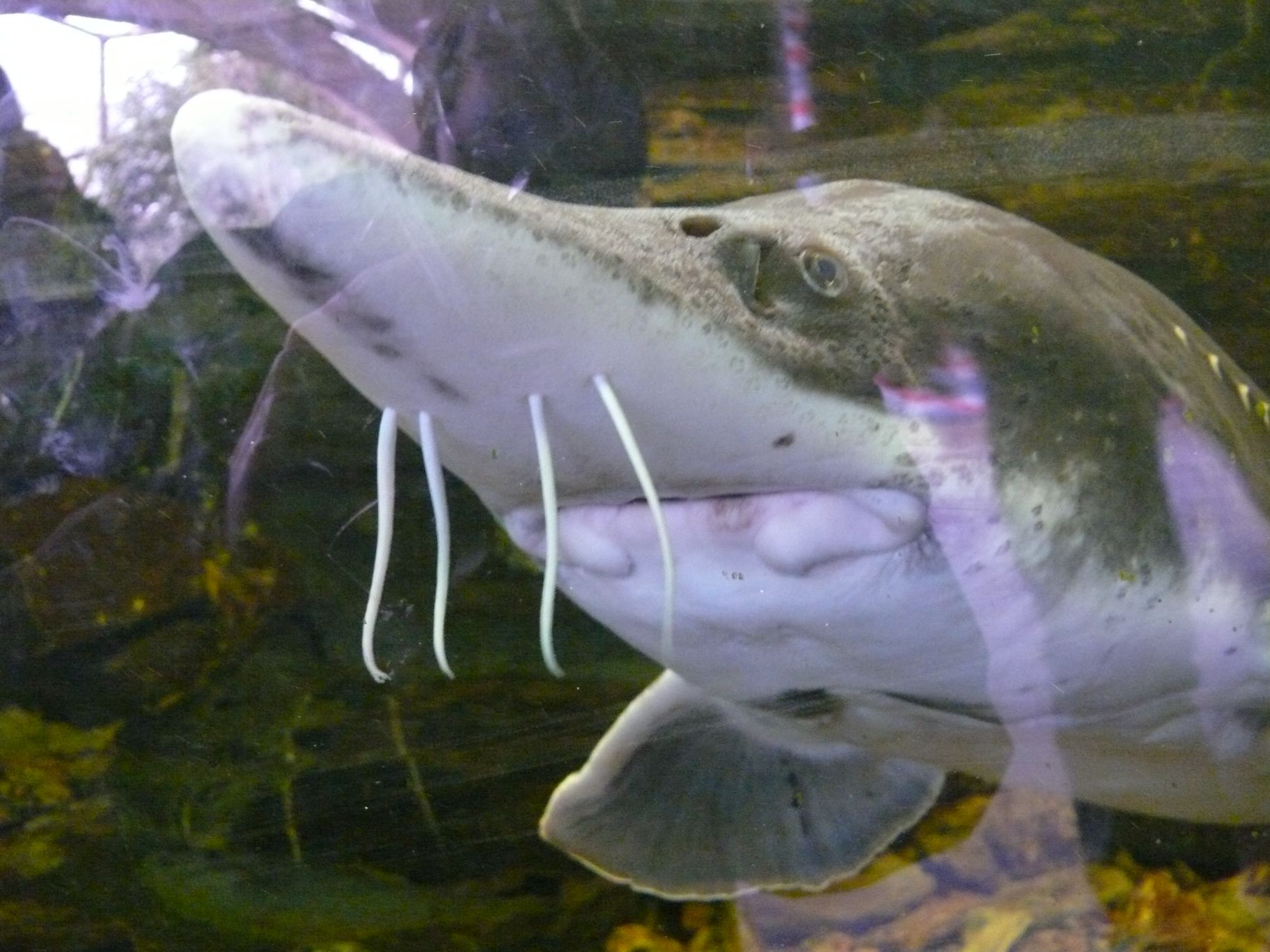
A. sinensis in Shanghai zoo